# Xã St. Anna, Quận Wells, Bắc Dakota
Xã St. Anna (tiếng Anh: St. Anna Township) là một xã thuộc quận Wells, tiểu bang Bắc Dakota, Hoa Kỳ. Năm 2010, dân số của xã này là 18 người.